# Andreas Johansson (ur. 1982)
Andreas Johansson (ur. 10 marca 1982 w Halmstad) – szwedzki piłkarz grający na pozycji środkowego pomocnika.

## Kariera klubowa
Karierę piłkarską Johansson rozpoczął w klubie Getinge IF. Następnie w 1997 roku odszedł do Halmstads BK i przez cztery lata grał w drużynie młodzieżowej. W 2002 roku przeszedł do kadry pierwszej drużyny. 12 maja 2002 roku zadebiutował w pierwszej lidze szwedzkiej w wygranym 1:0 domowym spotkaniu z Kalmar FF. Od czasu debiutu stał się podstawowym zawodnikiem klubu z Halmstad. 26 sierpnia 2002 zdobył pierwszego gola w lidze, w meczu z IFK Norrköping (3:2). W 2004 roku osiągnął z Halmstads BK swój największy sukces, gdy został wicemistrzem Szwecji. Do 2009 roku rozegrał w tym klubie 165 ligowych meczów, w których strzelił 9 goli.
22 czerwca 2009 Johansson opuścił Halmstad i został zawodnikiem niemieckiego VfL Bochum. Suma transferu wyniosła 400 tysięcy euro.
| Sezon   | Klub           | Kraj    | Rozgrywki   | Mecze | Bramki |
| ------- | -------------- | ------- | ----------- | ----- | ------ |
| 2002    | Halmstads BK   | Szwecja | Allsvenskan | 15    | 1      |
| 2003    | Halmstads BK   | Szwecja | Allsvenskan | 24    | 2      |
| 2004    | Halmstads BK   | Szwecja | Allsvenskan | 15    | 0      |
| 2005    | Halmstads BK   | Szwecja | Allsvenskan | 18    | 2      |
| 2006    | Halmstads BK   | Szwecja | Allsvenskan | 15    | 0      |
| 2007    | Halmstads BK   | Szwecja | Allsvenskan | 25    | 0      |
| 2008    | Halmstads BK   | Szwecja | Allsvenskan | 30    | 1      |
| 2009    | Halmstads BK   | Szwecja | Allsvenskan | 12    | 3      |
| 2009/10 | VfL Bochum     | Niemcy  | Bundesliga  | 16    | 0      |
| 2010/11 | VfL Bochum     | Niemcy  | Bundesliga  | 26    | 0      |
| 2011/12 | VfL Bochum     | Niemcy  | Bundesliga  | 9     | 0      |
| 2012    | IFK Norrköping | Szwecja | Allsvenskan | 29    | 0      |
| 2013    | IFK Norrköping | Szwecja | Allsvenskan | 28    | 4      |

## Kariera reprezentacyjna
W latach 2003–2004 Johansson był członkiem reprezentacji Szwecji U-21 i wystąpił na Mistrzostwach Europy U-21 w 2004 roku. W dorosłej reprezentacji Szwecji zadebiutował 29 stycznia 2009 roku w wygranym 1:0 towarzyskim meczu z Meksykiem.